# Катастрофа Ан-12 под Киржачом
Катастрофа Ан-12 под Киржачом — авиационная катастрофа, произошедшая в пятницу 30 июня 1967 года в небе над Киржачским районом Владимирской области.

## Экипаж и пассажиры
Экипаж самолёта был из НИИ автоматических устройств и состоял из пяти человек:
- Командир воздушного судна — лётчик-испытатель Петухов Степан Георгиевич (родился 18(06).09.1911). Заслуженный летчик-испытатель СССР[1];
- Второй пилот — лётчик-испытатель Иванов Дмитрий Васильевич (родился 10.11.1922)[2];
- Штурман — штурман-испытатель Селеннов Анатолий Яковлевич (родился 17.04.1931)[3];
- Бортинженер — бортинженер-испытатель Бочаров Юрий Васильевич (родился 28.01.1928)[4];
- Бортрадист — бортрадист-испытатель Романов Олег Константинович (родился 21.12.1928)[5];

Также на борту находились четыре пассажира — парашютисты-испытатели из НИИ автоматических устройств:
- Старший инженер Рачков Владимилен Иванович (родился 19.12.1924)[6];
- Инженер Галайда Виталий Герасимович (родился 13.03.1927)[7];
- Инженер-экспериментатор Краснов Анатолий Ефремович (родился 28.09.1932)[8];
- Инженер-экспериментатор Козлов Виктор Николаевич (родился 7.09.1934)[9].

## Катастрофа

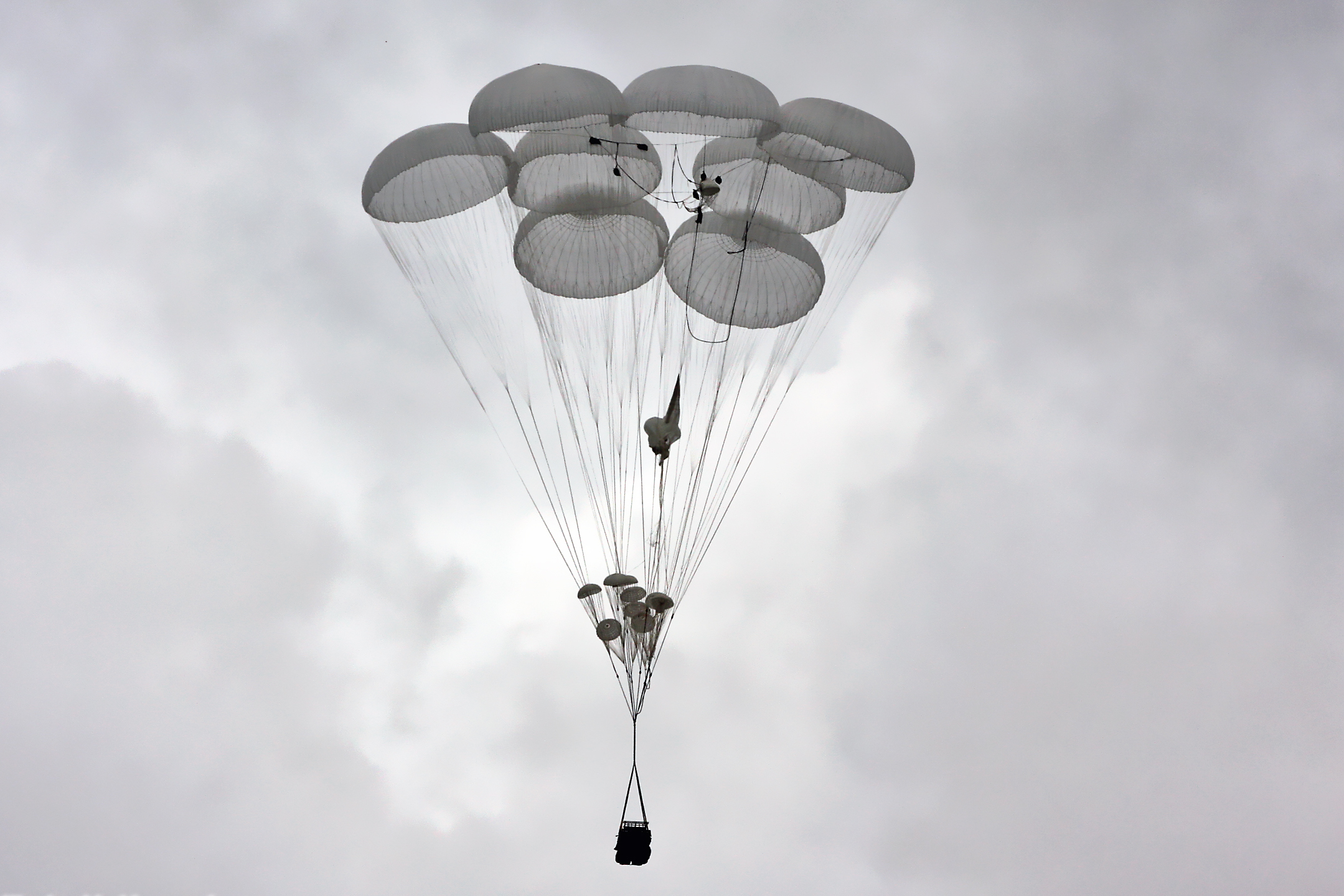
Бесплатформенная парашютная система

В тот день на самолёте Ан-12 проводилось испытание бесплатформенной парашютной системы десантирования техники ПБС-915 «Шельф», а в качестве груза использовалась БМД-1. В соответствие с программой испытаний, после открытия грузового люка самолёта вышли вытяжные парашюты, которые должны были соответственно вытянуть наружу бронетехнику. Однако неожиданно заклинило замок крепления машины к монорельсу грузовой кабины, а так как сама БМД стояла на амортизационных лыжах, то под действием момента от вытяжных парашютов её развернуло и она застряла в грузовом отсеке. Затем при скорости полёта около 400 км/ч сработала основная система из четырёх огромных парашютов. Возник колоссальной величины момент, который вырвал груз вместе с платформой наружу, но при этом значительно разрушил фюзеляж. Под воздействием аэродинамических сил ослабленная конструкция стала разрушаться, в результате чего отделилась хвостовая часть. Не имея возможности продолжать полёт, Ан-12 помчался вниз и врезался в поле в 1 км к северу от деревни Митино Киржачского района (в 17,5 км северо-восточнее аэродрома Киржач). При ударе о землю самолёт взорвался, а все находившиеся на борту 9 человек погибли.
Погибшие испытатели были захоронены на Введенском кладбище (участок № 5) в Москве. Памятник на их могиле можно увидеть в фильме «Белорусский вокзал».